# Zhou Shouying
Zhou Shouying (chinesisch 周守英; * 11. September 1969 in der Provinz Hubei) ist eine chinesische Ruderin, die 1988 Olympiazweite mit dem Vierer mit Steuerfrau und Olympiadritte mit dem Achter war.

## Sportliche Karriere
Bei den Olympischen Spielen 1988 in Seoul trat der chinesische Vierer mit Zhang Xianghua, Hu Yadong, Yang Xiao, Zhou Shouying und Steuerfrau Li Ronghua am 19. September zum Vorlauf an und belegte den dritten Platz hinter den Vierern aus der DDR und aus Bulgarien. Alle Ruderinnen traten auch im Achter an, der am 20. September hinter dem sowjetischen Achter den zweiten Platz im Vorlauf belegte. Am 21. September fanden die Hoffnungsläufe statt. Morgens gewann der chinesische Vierer seinen Hoffnungslauf. Rund fünf Stunden später qualifizierte sich der Achter als drittes Boot des Hoffnungslaufs für das Finale. Nach drei Tagen Pause fand dann das Finale im Vierer statt. Mit 2,78 Sekunden Rückstand auf das Boot aus der DDR gewannen die Chinesinnen die Silbermedaille. Einen Tag nach dem Viererfinale fand am 25. September das Finale im Achter statt. Es siegte der Achter aus der DDR vor den Rumäninnen, dahinter erkämpften die Chinesinnen die Bronzemedaille mit 0,52 Sekunden Vorsprung auf den sowjetischen Achter. Im chinesischen Achter ruderten Zhou Xiuhua, Zhang Yali, He Yanwen, Han Yaqin, Zhang Xianghua, Zhou Shouying, Yang Xiao, Hu Yadong und Li Ronghua.
Im August 1989 fand in Duisburg die Sommer-Universiade 1989 statt. Der chinesische Vierer ohne Steuerfrau mit Cao Mianying, Hu Yadong, Liu Xirong und Zhou Shouying gewann die Bronzemedaille. Kurz darauf gewannen die Chinesinnen die Silbermedaille bei den Weltmeisterschaften in Bled hinter dem Vierer aus der DDR. Bei den Asienspielen 1990 in Peking ruderten Liu Xirong und Zhou Shouying im Zweier ohne Steuerfrau, die beiden gewannen den Titel. Bei den Weltmeisterschaften 1990 trat Zhou Shouying mit dem Achter an und belegte den fünften Platz. 1991 erreichte sie bei den Weltmeisterschaften in Wien den vierten Platz im Vierer ohne Steuerfrau und den siebten Platz im Achter. Bei den Olympischen Spielen 1992 in Barcelona belegte sie ebenfalls den vierten Platz mit dem Vierer. Der Achter kam als fünftes Boot ins Ziel. 1993 trat Zhou Shouying noch einmal mit dem Achter an und belegte den vierten Platz bei den Weltmeisterschaften.